# Маринино (Кашинский район)
Маринино — деревня в Кашинском городском округе Тверской области.

## География
Находится в юго-восточной части Тверской области на расстоянии приблизительно 10 км на север-северо-восток по прямой от города Кашин.

## История
Отмечена была еще на карте Менде (состояние местности на 1848 год). В 1859 году здесь (деревня Кашинского уезда) было учтено 37 дворов. До 2018 года входила в состав ныне упразднённого Фарафоновского сельского поселения.

## Население
Численность населения: 192 человека (1859 год), 74 (русские 91 %) в 2002 году, 104 в 2010.